# Manfred Osei Kwadwo
Manfred Osei Kwadwo (* 30. Mai 1995 in Kumasi, Ghana) ist ein deutscher Fußballspieler ghanaischer Abstammung. Der offensive Mittelfeldspieler steht beim VfR Mannheim unter Vertrag.

## Sportlicher Werdegang
Osei Kwadwo spielte für die Jugend des SV Darmstadt 98 und Eintracht Frankfurt, bevor er 2010 zum 1. FC Kaiserslautern wechselte. 2014 rückte er von der Jugend in den Kader der zweiten Mannschaft auf, die in der Regionalliga Südwest spielt. Am 16. April 2014 gab er beim 2:1-Sieg gegen den SV Waldhof Mannheim sein Debüt. Sein erstes Tor erzielte er am 31. Oktober 2014 beim 3:1-Sieg beim FK Pirmasens.
Am 14. Dezember 2014 stand Osei Kwadwo erstmals im Kader der ersten Mannschaft, kam jedoch nicht zum Einsatz. Drei Tage später, am 17. Dezember 2014, kam er beim 1:1 gegen den TSV 1860 München zu seinem Debüt in der 2. Bundesliga. Zur Spielzeit 2016/17 wurde Osei Kwadwo für ein Jahr an den Drittligisten SG Sonnenhof Großaspach verliehen. Nach seiner Rückkehr stieg er mit Kaiserslautern in der Saison 2017/18 in die 3. Liga ab. Zur Spielzeit 2018/19 wechselte Osei Kwadwo zum Zweitliga-Aufsteiger 1. FC Magdeburg, bei dem er einen Vertrag mit einer Laufzeit bis zum 30. Juni 2020 unterschrieb. Nach Ablauf der Saison wurde Kwadwos Kontrakt nicht verlängert und er blieb zunächst ohne neuen Verein, bis er im November 2020 beim Drittligisten SV Waldhof Mannheim einen neuen Vertrag erhielt. Nachdem dort sein Vertrag ausgelaufen war, wechselte er im Juli 2021 zu Preußen Münster und verließ den Verein zum Saisonende 2022/23.
Nachdem Osei Kwadwo ab Sommer 2023 kurze Zeit vereinslos war, fand er Mitte September einen neuen Verein und schloss sich dem Oberligisten VfR Mannheim an.